# جوزيف ستيلا
جوزيف ستيلا (بالإيطالية: Joseph Stella)‏ (و. 1877 – 1946 م) هو رسام من إيطاليا ولد في مورو لوكانو.